# Berglands voetbalkampioenschap 1932/33
In 1932/33 werd het achtste en laatste Berglands voetbalkampioenschap gespeeld, dat georganiseerd werd door de Zuidoost-Duitse voetbalbond. De competitie was in twee groepen verdeeld en beide winnaars bekampten elkaar voor de titel.
Waldenburger SV 09 werd kampioen en Preußen Schweidnitz vicekampioen. Beide clubs plaatsten zich voor de Zuidoost-Duitse eindronde. Net als vorig jaar werden de clubs uit Bergland, Neder-Silezië en Opper-Lausitz in een aparte groep gezet. Terwijl de drie sterkste competities speelden voor de titel kon de groepswinnaar van de andere groep enkel kans maken op een ticket voor de nationale eindronde. Schweidnitz werd derde en Waldenburg vierde. 
Na dit seizoen kwam de Nationaalsocialistische Duitse Arbeiderspartij aan de macht en werd de competitie grondig geherstructureerd. De overkoepelende voetbalbonden werden afgeschaft en ruimden plaats voor 16 Gauliga's. De clubs uit de Berglandse competitie werden te licht bevonden voor de Gauliga Schlesien. De top twee uit elke groep plaatste zich voor de Bezirksliga, die nu de tweede klasse ging vormen. De andere clubs gingen in de Kreisklasse spelen, die nu de derde klasse werd. 

## Bezirksliga Bergland

### Ostkreis
| Plaats | Club                           | Wed. | W | G | V | Saldo | Ptn  |
| ------ | ------------------------------ | ---- | - | - | - | ----- | ---- |
| 1.     | VfB Langenbielau               | 10   | 7 | 1 | 2 | 33:9  | 15:5 |
| 2.     | SV Preußen Schweidnitz         | 9    | 6 | 3 | 1 | 36:17 | 15:5 |
| 3.     | RSV Hertha 1911 Münsterberg    | 9    | 5 | 2 | 3 | 21:18 | 12:8 |
| 4.     | VfR 1915 Schweidnitz           | 10   | 3 | 1 | 6 | 20:28 | 7:13 |
| 5.     | SpVgg 1908 Reichenbach         | 10   | 2 | 2 | 6 | 17:32 | 6:14 |
| 6.     | Verein Strehlener Sportfreunde | 10   | 2 | 1 | 7 | 10:33 | 5:15 |

|  | Play-off voor finale, beide clubs geplaatst voor Bezirksliga Mittelschlesien 1933/34 |
|  | Degradatie naar Kreisklasse Mittelschlesien 1933/34                                  |

Play-off
|                 |                  |       |                        |             |
| 6 november 1932 | VfB Langenbielau | 2 - 3 | SV Preußen Schweidnitz | Reichenbach |
| 6 november 1932 |                  |       |                        | Reichenbach |

### Westkreis
| Plaats | Club                                    | Wed. | W | G | V | Saldo | Ptn  |
| ------ | --------------------------------------- | ---- | - | - | - | ----- | ---- |
| 1.     | Waldenburger SV 09                      | 10   | 8 | 0 | 2 | 40:19 | 16:4 |
| 2.     | SV Silesia Freiburg                     | 10   | 7 | 1 | 2 | 31:18 | 15:5 |
| 3.     | SV Saarau                               | 10   | 5 | 1 | 4 | 32:29 | 11:9 |
| 4.     | SV Preußen Waldenburg-Altwasser         | 10   | 3 | 1 | 6 | 22:17 | 7:13 |
| 5.     | Schweidnitzer FV Manfred von Richthofen | 10   | 3 | 0 | 7 | 15:45 | 6:14 |
| 6.     | STC Hirschberg 1919                     | 10   | 2 | 1 | 7 | 15:27 | 5:15 |

|  | Geplaatst voor finale en Bezirksliga Mittelschlesien 1933/34 |
|  | Geplaatst voor Bezirksliga Mittelschlesien 1933/34           |
|  | Degradatie naar Kreisklasse Mittelschlesien 1933/34          |

### Finale
Heen
|                 |                    |       |                        |            |
| 4 december 1932 | Waldenburger SV 09 | 1 - 0 | SV Preußen Schweidnitz | Waldenburg |
| 4 december 1932 |                    |       |                        | Waldenburg |

Terug
|                  |                        |       |                    |             |
| 11 december 1932 | SV Preußen Schweidnitz | 1 - 4 | Waldenburger SV 09 | Schweidnitz |
| 11 december 1932 |                        |       |                    | Schweidnitz |